# Irma (imię)
Irma – imię żeńskie pochodzenia germańskiego.
Irma imieniny obchodzi (Polska): 14 września, 18 września, 24 i 30 grudnia.

## Kobiety noszące imię Irma
- Irma Czaykowska – polska reżyser teatralna
- Irma Duczyńska – malarka
- Irma Grese – niemiecka strażniczka obozu koncentracyjnego Auschwitz-Birkenau
- Irma Kozina – polska historyk sztuki i profesor
- Irma S. Rombauer(inne języki) - amerykańska autorka książek kucharskich